# Ghimbir
Ghimbirul (Zingiber officinale), denumit popular și „ghimber” sau „gingiber”, este numele dat unei plante erbacee din regiunile tropicale, cu rizom aromatic bogat în uleiuri eterice. Este o specie perenă care are nevoie de o temperatură ridicată și constantă precum și de o umiditate permanentă pentru a se dezvolta corespunzător. Rizomul de ghimbir are o formă neregulată, contorsionată și e noduros, atingând până la 5-6 centimetri în lungime. Ghimbirul e deosebit de prețuit în bucătăriile orientale din India, Malaezia, Nepal, Bangladesh etc. Un nume alternativ al ghimbirului, introdus de turci în Moldova și Muntenia a fost cel de 'piper alb'. Denumirea de ghimbir a fost folosită mai ales în Banat și Ardeal provenind din maghiarul gyömber, iar apoi s-a impus în întreaga țară.
În fostele colonii britanice, cum ar fi Canada, Australia, Jamaica, Kenya, se consumă o așa-zisă "bere" din ghimber (ginger beer) care de fapt este o băutură ne-alcoolică, răcoritoare.

Substanțele active importante pe care le conține ghimbirul sunt compuși specifici numiți gingeroli, fenoli, ulei volatil.

## Etimologie
Cuvantul "ghimbir" provine, asemenea altor denumiri ale plantei în mai multe limbi europene (”Ingwer” în germană, ”gingembre” în franceză, ”ghimbir” în română, ”zenzero” în italiană, ”ginger” în engleză etc.) din latinescul ”zingiber”, împrumutat și el din greaca veche (”zingiberis”).
Cum India a fost sursa de ghimbir a Europei în antichitate, denumirea greacă este, de fapt, o preluare din limbile vorbite pe teritoriul Indiei în acea perioadă: ”singivera” în pali și ”shringavera” în sanscrită. Aceste denumiri înseamnă ”în formă de corn de cerb”.
Cu toate că denumirile în majoritatea limbilor europene provin din greaca veche, în mod surprinzător grecii contemporani îl numesc ”piperoriza” (rădăcină de piper), cu referire la gustul iute al rizomului.

## Utilizări culinare

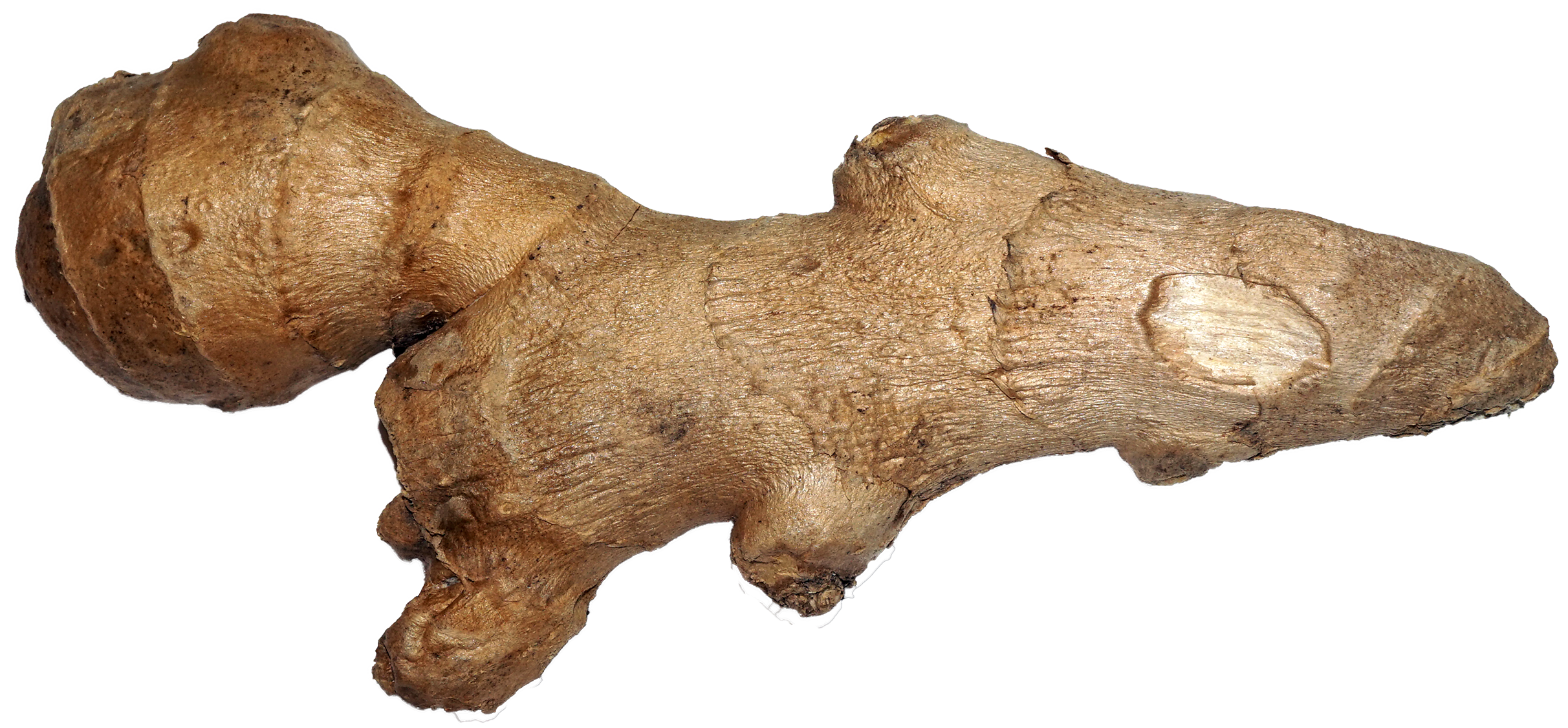
Ghimbir

Ghimbirul este, poate, cel mai versatil condiment, fiind folosit în absolut toate tipurile de preparate, de la sosuri, supe și feluri principale, până la deserturi și băuturi. Deși a fost încă de pe vremea romanilor un condiment important, popularitatea acestuia a scăzut temporar în Europa, cel mai probabil din cauză că ghimbirul proaspăt era arareori comercializat pe continent. Situația s-a schimbat o dată ce acesta a devenit mult mai disponibil, și datorită popularității crescute a bucătariei asiatice.
Dacă ghimbirul proaspăt este fiert, iuțeala sa crește, iar aroma scade. Thailandezii folosesc ghimbir dat prin răzătoare, alături de alte condimente, la prepararea pastelor de curry. Indonezienii utilizează frecvent paste condimentate pe bază de ghimbir proaspăt și ardei iuți proaspeți, cu care marinează carnea înainte de a o găti.
Ghimbirul prăjit are un gust diferit, iuțeala sa domolindu-se. Merge foarte bine prăjit alături de usturoi, sau ceapă. Indienii folosesc adesea această tehnică pentru a obține sosuri delicioase cu care asezonează mâncărurile de legume și carne.
În bucătăria chineză ghimbirul este folosit atăt prăjit cât și fiert. Mâncarea care fierbe înăbușit mai mult timp este aromată cu feliuțe de ghimbir, care își eliberează aroma destul de repede. Tehnica chinezească stir-fry (chao), care înseamnă gătirea pe foc iute, rapidă a mâncării, cu amestecare continuă, cere adesea ghimbir mărunțit sau dat prin răzătoare.
Ghimbirul ocupă un loc important în bucătăria japoneză, unde este folosit în cantități mici. De exemplu, carnea de pui este aromată prin stropire cu sucul obținut prin stoarcerea ghimbirului proaspăt. Ghimbirul murat (beni shoga) este preparat din rizomi foarte tineri și este adesea servit alături de sushi.
”Ginger ale” este o băutură foarte populară în America de Nord. Nu este o bere fermentată, ci doar zahăr, extract de plante și apă gazoasă. Oricum, în Evul Mediu ghimbirul a fost folosit și la aromatizarea berii adevărate.
În Europa întâlnim ghimbirul în mod special în bucătăria ungurească tradițională, unde cunoaște o utilizare frecventă în condimentarea unor fripturi, de obicei mai grase, sau la mâncăruri mai grele (din fasole, linte, varză), dar și la deserturi (de ex. cozonacul cu ghimbir proaspăt).
Ghimbirul uscat este destul de diferit ca gust și nu poate substitui rizomul proaspăt. El este doar un ingredient opțional în unele amestecuri de condimente, ca pudra de curry, ”5 arome” și berebere. Ghimbirul uscat nu este folosit în regiunile unde acesta este cultivat. Gustul său este mai mult aromat decât iute și este folosit și la prepararea unor deserturi.
Rizomul nu se consumă crud, ci se curăță îndepărtându-se coaja, și se taie în felii care se gătesc ca acompaniament la cărnuri sau sosuri, în salate, curry-uri etc. Ghimbirul se consumă, câteodată, în forma sa pisată, mărunțită. În acest caz ghimbirul e o pulbere fină asemănătoare piperului alb.

## Utilizări medicale
Abia la începutul anilor 1980 cercetătorii occidentali s-au preocupat de virtuțile terapeutice ale ghimbirului, în special rizomul.
- În răceală, acționează asupra plămânilor, stomacului și splinei. O rădăcină proaspătă de ghimbir, rasă și fiartă în 250 ml apă, timp de 10 minute, produce un ceai cu efecte remarcabile în tratarea edemelor, vomei sau tusei, inducând și o senzație puternică de încălzire a corpului, respectiv un efect sudorific pregnant. Atunci când febra nu cedează, fierbeți 100 g ghimbir proaspăt în 500 ml apă și spălați tot corpul cu zeama rezultată. Dacă tusea nu vrea să vă lase în pace, stoarceți o rădăcină de ghimbir și amestecați sucul cu puțină miere și 250 ml apă fierbinte; beți câte 1-2 căni pe zi. Ceaiul de ghimbir este un calmant ideal în inflamațiile gâtului, sinuzite, răgușeală, febră, eliminare de mucozități și congestii respiratorii.
- Indigestia poate fi tratată dacă mâncați căteva bucățele de tulpină de ghimbir proaspăt. Este calmant pentru durerile abdominale, ajută digestia, elimină gazele, dă poftă de mâncare, neutralizează toxinele, în vreme ce o cană de suc din aceeași parte a plantei vă poate scăpa de un sughiț rebel, greață sau vomă, ori chiar de o toxiinfecție alimentară.
- Reumatism: Rapoarte medicale din diverse spitale chinezești arată că injectarea unei soluții de 5-10% suc de ghimbir în zonele afectate, poate trata cu succes durerile reumatice.
- Ghimbirul este folosit, adesea, ca antidot în caz de rău de mare. Este întrebuințat, de asemenea, pentru combaterea răului de altitudine, de mașină, de mișcare de rotație. Ghimberul acționează și împotriva stărilor de vomă, grețurilor, deranjamentelor stomacale sau intestinale. În caz de greață, se ține în gură, sub limbă, o bucățică de rădăcină de ghimbir. Senzația de greață și vomă va dispărea imediat.
- În China, este cunoscut ca antiastmatic de peste 3000 ani, folosindu-se suc de ghimbir și morcovi. Astmul se mai poate trata cu tinctură de ghimbir care eliberează plămânul de secreții. 0.5-1.5 g de praf de rădăcină de ghimbir, luat de 3 ori pe zi, înainte de masă, înlătură durerile de cap de natură nevralgică și spastică, grețurile și voma (la femeile însărcinate), tratează bronșita și astmul bronșic, frigiditatea, cataracta.

## Alte utilizări
- În industria parfumurilor: grație uleiului esențial pe care îl conține, rizomul de ghimbir emană o savoare de lămâie piperată și conferă, astfel, căldură și personalitate parfumurilor.
- În industria cosmeticelor: La spitalele din Beijing, este utilizat în tratamentul alopeciilor (cheliilor) sub formă de rondele proaspete. Cosmetologii europeni au fabricat loțiuni cu ghimbir pentru tonificarea și revitalizarea părului. Loțiunile de corp pe bază de ghimbir au efecte de întinerire: hrănesc epiderma și îi conferă finețe și suplețe. Fiind bogat în magneziu, fosfor și acizi aminați, ghimbirul este omniprezent în formule revitalizante ale cremelor de față.
- În medicina alternativă: Moleculele aromatice de ghimbir trimit impulsuri creierului imediat ce ating pielea, relaxând și detensionând musculatura. Rădăcina încălzește meridianele de acupunctură. Terapeuții folosesc uleiurile aromatice de ghimbir pentru fricționarea zonelor unde se acumulează tensiuni negative: tâmplă, ceafă, încheieturi.
- Ghimbirulr are și proprietăți afrodiziace, stimulative, tonifiante, acționând prin grupul de compuși numiți gingeroli, asupra sistemului nervos. Alte proprietăți ale ghimberului: antitoxic, hipotensiv, antitusiv.

## Cultivare
Cele mai mari plantații de ghimbir se află în regiunile tropice și subtropice. Cu o suprafață de 181 mii ha (2005) și o recoltă de 125 mii tone Nigeria este cel mai mare cultivator de ghimbir ca extindere. În schimb India produce anual 359 mii tone pe o suprafață de 95 mii ha (2005), dar în mare parte pentru piața indigenă. Cel mai mare exportator de ghimbir este China cu 232 mii tone în anul 2005.